# Ihar Filin
Ihar Anatoliewicz Filin, błr. Ігар Анатольевіч Філін, ros. Игорь Анатольевич Филин – Igor Anatoljewicz Filin; ur. 16 lipca 1963 w Rasskazowie) – białoruski hokeista. Trener hokejowy.

## Kariera
- Dynama Mińsk (1981-1992)
- Polimir Nowopołock (1992)
- Górnik 1920 Katowice (1992-1993)
- Tarpeda Mińsk (1993-1994)
- STS Sanok (1994-1995)
- Mietałłurg Żłobin (1995-1996)
- Polimir Nowopołock (1996-1997)

Urodził się na terenie obecnej Rosji. Od dzieciństwa wychowywał się w Mińsku. Wychowanek mińskiej szkoły Junost. W zespole Dynama Mińsk grał od 1981 do 1992 przez jedenaście sezonów. Był reprezentantem juniorskiej kadry ZSRR. Występował w klubach ekstraligi białoruskiej, a ponadto w lidze polskiej: w sezonie 1992/1993 w Górniku 1920 Katowice, a w sezonie 1994/1995 w STS Sanok.
Po zakończeniu kariery został trenerem. Został szkoleniowcem drużyny młodzieżowej z rocznika 2001 w klubie Junost' Mińsk.

## Sukcesy
Klubowe
- Złoty medal mistrzostw Białorusi: 1997 z Polimirem Nowopołock